# Dexter (seriál)
Dexter je americký televizní seriál z produkce televizní stanice Showtime, poprvé vysílaný 1. října 2006. Seriál má osm řad po 12 dílech, celkem tedy 96 dílů. Obvyklá délka je 50 minut. Souhrnná délka všech dílů vychází přibližně na 85 hodin. Poslední díl osmé série byl premiérově odvysílán 22. září 2013.
Seriál pojednává o Dexteru Morganovi (Michael C. Hall), který pracuje jako krevní specialista pro oddělení vražd miamské policie a je zároveň sériový vrah The bay Harbor butcher(překlad: řezník ze zálivu). První série je založena na románu Drasticky děsivý Dexter (Darkly Dreaming Dexter) od Jeffa Lindsaye. Následující série se však od dalších Lindsayových knih dějově liší.

## Hlavní zápletka
Dexter Morgan ve třech letech přišel o matku, která byla brutálně zavražděna. Byl adoptován strážníkem miamské policie Harrym Morganem a jeho ženou Doris. Po tom, co Harry zjistil, že Dexter zabíjí zvířata sousedů, ho začal učit, jak svoji „potřebu“ usměrnit k víceméně dobrým účelům. Dexterovy oběti musí být vrazi a Dexter musí najít důkaz jejich viny, aby nezabil nevinného člověka. A hlavní pravidlo tzv. Kodexu je, že se Dexter nikdy nesmí nechat chytit. Protože Dexter od matčiny smrti necítí téměř žádné emoce, Harry ho také naučil, jak napodobovat lidské emoce, aby lépe zapadl a nikdo nepojal podezření.
Touhu zabíjet Dexter pojmenoval Temný pasažér a pravidelně si vyhledává oběti a zabíjí je, protože jinak by se necítil sám sebou. Jako hodně sériových vrahů, Dexter sbírá trofeje od svých obětí, řízne je do tváře a odere si krev na svoje sklíčka, které si zakládá do krabičky, kterou má schovanou v klimatizaci.
Oficiálně pracuje pro oddělení vražd u miamské policie jako forenzní analytik a specialista na krev. Nosí do práce krabici koblih a nabízí je svým kolegům, aby zapadl. Dexter má adoptivní sestru Debru, dceru Harryho a Doris. Ta taky pracuje v oddělení vražd. S Dexterem má dobrý vztah, když má potíže v osobním životě nebo v práci, jde první za ním.

## Obsazení
| Postava                     | Obsazení           | Český dabing      | Řada            | Řada            | Řada            | Řada            | Řada            | Řada            | Řada            | Řada            |
| Postava                     | Obsazení           | Český dabing      | 1               | 2               | 3               | 4               | 5               | 6               | 7               | 8               |
| --------------------------- | ------------------ | ----------------- | --------------- | --------------- | --------------- | --------------- | --------------- | --------------- | --------------- | --------------- |
| Dexter Morgan               | Michael C. Hall    | Saša Rašilov      | hlavní          | hlavní          | hlavní          | hlavní          | hlavní          | hlavní          | hlavní          | hlavní          |
| Debra Morgan, sestra        | Jennifer Carpenter | Tereza Bebarová   | hlavní          | hlavní          | hlavní          | hlavní          | hlavní          | hlavní          | hlavní          | hlavní          |
| Angel Batista, detektiv     | David Zayas        | Ernesto Čekan     | hlavní          | hlavní          | hlavní          | hlavní          | hlavní          | hlavní          | hlavní          | hlavní          |
| María LaGuertová, nadřízená | Lauren Vélez       | Nela Boudová      | hlavní          | hlavní          | hlavní          | hlavní          | hlavní          | hlavní          | hlavní          | Does not appear |
| Harry Morgan, otec          | James Remar        | Vladislav Beneš   | hlavní          | hlavní          | hlavní          | hlavní          | hlavní          | hlavní          | hlavní          | hlavní          |
| Vince Masuka, kolega        | C. S. Lee          | Zbyšek Pantůček   | vedlejší        | hlavní          | hlavní          | hlavní          | hlavní          | hlavní          | hlavní          | hlavní          |
| Joey Quinn, detektiv        | Desmond Harrington | Filip Jančík      |                 |                 | vedlejší        | hlavní          | hlavní          | hlavní          | hlavní          | hlavní          |
| James Doakes, detektiv      | Erik King          | Filip Švarc       | hlavní          | hlavní          | Does not appear | Does not appear | Does not appear | Does not appear | hostující       | Does not appear |
| Rita Bennett, manželka      | Julie Benz         | Lucie Vondráčková | hlavní          | hlavní          | hlavní          | hlavní          | hostující       | Does not appear | Does not appear | Does not appear |
| Jamie Batista, chůva        | Aimee Garcia       |                   | Does not appear | Does not appear | Does not appear | Does not appear | Does not appear | vedlejší        | vedlejší        | hlavní          |

### Debra Morganová
Debra je dcerou Harryho a Doris Morganových. Později se stala nevlastní sestrou Dextera. Žárlila na něj, protože Harry trávil veškerý čas s ním. Když jí bylo 12 let, její matka Doris umřela na rakovinu. Od té doby se chtěla stát detektivem jako byl její otec. Často kradla otci zbraň, aby se naučila střílet. Když to Dexter zjistil, řekl to Harrymu, který Debru potrestal. Zraněná Debra řekla Dexterovi, že si přeje, aby ho nikdy Harry nepřivedl domů, ale hned toho litovala a omluvila se mu.
Smrt otce ji zasáhla a inspirovaná jeho legendární pověstí policisty šla v jeho šlépějích. Přidala se k policii a zoufale toužila stát se detektivem vražd. Strávila tři roky jako hlídka, 2 roky na mravnostním oddělení. Poté byla povýšena kapitánem Tomem Matthewsem (přítelem jejího otce) na strážníka v oddělení vražd na začátku 1. série. Dále se stala detektivem a poté v 6. sérii se stala novým poručíkem.

#### 1. řada
Debra je charakterizována jako bystrá a schopná, zatím nejistá sama sebou, a tak se opírá o Dexterovy zdánlivě neomezené znalosti vražd, aby vyřešila složité případy. Zpočátku pracovala na mravnostním oddělení a zoufale se snažila dostat na vraždy. Po tom, co byla Matthewsem přeložena na vraždy, si začala budovat sebedůvěru a více spoléhala na své vlastní schopnosti než na Dexterovy. Debra se zamilovala a chodila s Rudym Cooperem bez vědomí, že je Vrah s chlaďákem, který začal s Deb chodit, aby se dostal blíž k Dexterovi. Na konci série ji Rudy požádá o ruku a Debra souhlasí. Rudy – který je ve skutečnosti Brian Moser, Dexterův biologický bratr – ji poté unese, aby se představil Dexterovi. Debra je přivázaná ke stole stejným způsobem, jakým Dexter zabíjí svoje oběti, zatímco Dexter s Brianem debatují, co s ní udělají. Dexter nakonec zachrání Deb život a potom neochotně zabije Briana, aby ji ochránil.

#### 2. řada
Debra je zranitelná a pořád se vzpamatovává ze situace ohledně Vraha s chlaďákem. Zatímco se vyrovnává s traumatem, bydlí v bytě u Dextera. Myslí si o sobě, že není dobrý detektiv, když nepoznala, že její snoubenec je sériový vrah, ale speciální agent FBI Frank Lundy ji uklidňuje. Asi v půlce série spolu navážou romantický vztah, který končí tím, že Lundy je povolán z Miami.
Deb se nelíbí a nemůže uvěřit, že Dexter podvedl svou přítelkyni Ritu s jeho patronkou Anonymních závislých Lilou Tournay, ke které se Deb chová podezřívavě. Debra jí nakonec vyhrožuje deportováním ze země poté, co zjistí její pravou identitu. V poslední epizodě Deb pomůže Dexterovi zachránit Ritiny děti z požáru, který založila Lila.
Na konci sezóny znovu získá svou sebedůvěru a je odhodlaná víc než kdy předtím vybudovat si kariéru a získat místo detektiva.

## Příběh

### 1. řada
V první sérii je Dexterovým hlavním protivníkem Vrah s chlaďákem (Ice Truck Killer) – sériový vrah prostitutek, kterého Miamská policie není schopna vypátrat. Vrah zanechává na místech činu předměty, které se vždy nějakým způsobem vztahují k Dexterovi. Dexter, rozvíjí svůj vztah s Ritou, jejíž manžel, s nímž se Rita hodlá rozvést, Paul Bennett, je podmínečně propuštěn z vězení. Přestože se Bennett chová pěkně ke svým dětem, s Ritou se mu nedaří usmířit se. Poté, co Bennett Dexterovi vyhrožuje, ho Dexter sejme a nastraží to tak, že Bennetta znovu uvězní kvůli užití heroinu. Bennett se ve vězení snaží Ritu přesvědčit, že to na něj Dexter nastražil, ale Rita mu to odmítá uvěřit. Debra (Dexterova nevlastní sestra) se sblíží s protetikem Rudy Cooperem, který je ve skutečnosti Vrah s chlaďákem. Poté, co se spolu zasnoubí, Cooper unese Debru a naláká tak Dextera do domu, kde ji drží v zajetí. Tam Dexter zjistí, že Cooper je jeho starší bratr na kterého zapomněl – Brian. Brian Dexterovi sdělí, že když byli malí, tak před nimi drogoví dealeři v námořním kontejneru rozřezali jejich matku motorovou pilou, a že poté dva dny čekali v kaluži krve, než je někdo objeví. Brian strávil většinu dětství v ústavu, zatímco Dextera se ujal jeden z policistů – Harry. Brian přivádí Dextera k Debře připoutané ke stolu s úmyslem, že ji společně zabijí a tak stvrdí vzájemné pouto a zároveň přeruší vztahy mezi Dexterem a jeho adoptivní rodinou. Dexter chvíli váhá, ale nakonec odmítne Debru zabít. O chvíli později přijíždí policie a Brian uniká. Později Dexter Briana naláká do pasti a zabije ho tak, že to vypadá na sebevraždu. Nikdo, včetně Debry, netuší o příbuzenském vztahu Dextera a Briana. Dexter pociťuje lítost, že zabil Briana, jedinou osobu která mu plně rozuměla, aby zachránil Debru, o které ví, že by ho odvrhla, pokud by se o něm dozvěděla pravdu.

### 2. řada
Ve druhé sérii se stane Dexterovým hlavním protivníkem seržant Doakes, jeho kolega z oddělení vražd.
Na začátku druhé série Dexter už přes měsíc nikoho nezabil. Zapříčinil to jednak psychický otřes ze zabití Briana (svého bratra) a také neustálý dohled seržanta Doakse. Navíc se Dexter dozvěděl dvě znepokojující věci o Harrym – že měl poměr s jeho biologickou matkou Laurou Moserovou než ji zabili, a že spáchal sebevraždu poté, co byl svědkem jak Dexter zabíjí jednu ze svých obětí. Tato zjištění způsobí, že jeho víra v Harryho Kodex se oslabí a Dexter si dokonce začne pohrávat s myšlenkou, že se přizná. Debra zůstává otřesena ze svého vztahu s Vrahem s chlaďákem. Pro svoje větší bezpečí a pohodlí bydlí u Dextera, čímž mu ještě více komplikuje situaci. Navíc potápěči objevili na dně zálivu těla rozřezaných Dexterových obětí. Když policie vyndává z pytlů vylovených z moře rozřezaná lidská těla, novináři vymyslí pro jejich vraha přezdívku „Řezník z Bay Harbor“ (podle ostrovů v Miami Bay Harbor Islands). Na pomoc při jeho dopadení je povolán zvláštní agent FBI Lundy, specialista na sériové vrahy. Debra se s ním navzdory věkovému rozdílu velice sblíží. Poté, co vyjde najevo, že „řezníkovy“ rozsekané oběti jsou vrazi, vznikne kult jeho následovatelů. Paul Bennett se ve vězení pokouší přesvědčit Ritu, že žádné drogy nepožil a že jeho zatčení je dílem Dextera, ale nakonec je zabit ve vězeňské bitce. Navzdory Dexterovu přání mu Rita vystrojí pohřeb a udeří na Dextera, který se přizná, že Paulovo uvěznění bylo jeho dílem. Díky přiznání a Dexterovu divnému chování si Rita myslí, že je Dexter závislý na heroinu, což Dexter připustí, aby tím skryl své skutečné aktivity. Také ho donutí, aby začal navštěvovat anonymní narkomany, kde se sblíží se svojí patronkou – Lilou Tournay. Jakmile Doakes zjistí, že Dexter navštěvuje sezení anonymních narkomanů, má za to, že Dexterovo divné chování je způsobeno náročnou prací u policie a užíváním drog. Doakesovo podezřívání se však vrátí poté, co objeví Dexterova sklíčka s krví. Dexter se s Doakesem střetne, přemůže jej a zamkne do klece v boudě v bažinách. Dexter začne nastražovat důkazy aby podezření, že je řezník z Bay Harbor, spadlo na Doakese. Poté, co policie objeví Dexterova sklíčka s krví v Doakesově autě, FBI po něm vyhlásí pátrání. Jediný, kdo věří v Doakesovu nevinu je nadporučík LaGuertová – jeho bývalá parťačka. Snaží se přesvědčit Lundyho, že během jedné z řezníkových vražd spolu byli na hlídce. Nicméně Landy odmítne důkazy LaGuertové, protože neohlásila, že ji Doakes telefonoval poté, co po něm bylo vyhlášeno pátrání. Na konci série Lila objeví boudu v které je Doakes uvězněn a nechá v ní vybuchnout propanovou bombu. Tím Doakese zabije a roztrhá i mrtvé tělo, které tam Dexter zanechal. Za to od Dextera očekává, že začne opětovat její lásku. Přistihne ho však jak se připravuje na její vraždu a pomstí se tak, že unese Ritiny děti a tím naláká Dextera do pasti. Dexter děti zachrání a uteče s nimi z hořícího bytu. Lila odletí do Paříže, kde ji Dexter v hotelu zabije. Na Doakesově pohřbu v závěrečné scéně jsou mimo jeho blízké rodiny jen LaGuertová a Dexter.

### 3. řada
V centru hlavní zápletky třetí série je Miguel Prado – vysoce postavený muž, který by rád bral autoritu a zákon do svých rukou.
Rita Dexterovi sdělí, že je těhotná a že pokud Dexter dítě nechce, tak ho bude vychovávat sama. Dexter ji požádá o ruku, což Rita po nějaké době přijme. Při pronásledování drogového dealera Freeba se Dexter dostane do rvačky mezi ním a dalším mužem, kterého v sebeobraně zabije. Z oběti se vyklube Oscar Prado, bratr Miguela Prada, který je zástupce okresního návladního, a také dávná láska seržantky LaGuertové. Dexter se během práce na případu s Miguelem sblíží a začnou si vzájemně důvěřovat. Dexter Freeba vypátrá a zabije jej, ale překvapí ho Miguel, který Freeba také vystopoval. Dexter Miguelovi řekne, že Freeba zabil v sebeobraně když na něho při pátrání narazil, za což mu Miguel poděkuje a nabídne mu pomoc při zamaskování zločinu. Tím, jak se společně snaží přede všemi zatajit Freebovu smrt se z nich stanou blízcí přátelé. Zároveň se spřátelí i Rita s Miguelovou manželkou Sylvií. Později Miguel zjistí, že Dexter zabil vraha na kterého si mu postěžoval. Pochválí Dextera za zabití dalšího zločince a nabídne mu pomoc při dalších vraždách. Dexter se pokusí Miguela od pomoci odradit a navrhne mu riskantní akci – nechat z vězení propustit vůdce nechvalně známé organizace Árijské bratrstvo, aby ho mohl zabít. Miguel s nápadem souhlasí a plán vyjde. Dexter začíná v Miguelovi vidět svého prvního opravdového přítele. Dokonce ho požádá, aby mu byl na svatbě za svědka. Debra se vrhne do práce aby si zasloužila placku detektiva a začne pracovat s novým parťákem – Joeym Quinnem. Pátrají po sériovém vrahovi, „Stahovači“, který stahuje své oběti zaživa z kůže. Začne také chodit s Antony Briggsem, jedním z Quinnových tajných informátorů.
Dexterovo přátelství s Miguelem dosáhne dalšího stupně v okamžiku, kdy Miguel Dexterovi nabídne, že další oběť zabije on sám. Dexter neochotně souhlasí, a je překvapen, že Miguel je schopen zabít bez zaváhání. Další den ale zmizí Ellen Wolfová, bezskrupulní obhájkyně a Miguelův protivník ze soudní síně. Dexter zjistí, že ji Miguel zabil a také si uvědomí, že s ním Miguel od počátku manipuloval. Policie vyšetřuje smrt Wolfové a zatkne i Stahovače. Dexter si konečně uvědomí, že Miguela nemůže nechat volně zabíjet koho se mu zachce a rozhodne se ho zabít tak, aby to vypadalo, že je další ze Stahovačových obětí. Nicméně Miguel využije své postavení a pomůže Stahovači utéct z vazby. Ten mu na oplátku slíbí, že zabije Dextera. LaGuertová, která pátrá po tom, kdo zavraždil Wolfovou, najde důkaz, že vrahem je Miguel. Jakmile Miguel přijde na to, že LaGuertová o něm ví, že je vrah, rozhodne se ji taky zabít. Dexter však na jeho úmysl přijde a chytí jej. Než jej zabije, tak se mu přizná, že neúmyslně zabil Oscara. Miguelovo mrtvé tělo je po nálezu identifikováno jako další ze Stahovačových obětí, tak jak si Dexter naplánoval. Nicméně Miguelův další bratr, Ramon, začne z vraždy podezřívat Dextera. Během večeře s Ritou jej napadne a je za to vzat do vazby. Dexter jej ve vězení navštíví a pomůže mu se zbavit jeho démonů. Noc před svatebním obřadem Dextera zajme Stahovač, ale Dexter se osvobodí, přičemž si poraní ruku. Po krátkém, ale urputném boji Stahovači zlomí vaz a hodí ho pod právě projíždějící policejní auto, takže to vypadá jako sebevražda. Dexter si ještě nechá zasádrovat poraněnou ruku a přijede na svoji svatbu s Ritou.

### 4. řada
Ve čtvrté sérii je Dexterovým hlavním protivníkem sériový vrah zvaný Trinity (civilním jménem Arthur Mitchell).
Z Dextera se stává rodinný typ. S Ritou se jim narodil chlapeček – Harrison a celá rodina se odstěhovala do domku na předměstí, kde se Dexter snaží vyvážit svůj rodinný život se svým nutkáním zabíjet. Do města se vrací Zvláštní agent Frank Lundy, aby pátral po vrahovi známém pod přezdívkou Trinity. Trinity vždy zabíjí tři oběti vždy ve stejném pořadí – mladou ženu nechá vykrvácet ve vaně, matku dvou dětí donutí spadnout z výšky a na závěr palicí ubije k smrti otce dvou dětí. Krátce poté, co Lundy začne pracovat s Debrou na případu Trinity po nich začne někdo ze zálohy střílet a usmrtí Lundyho. Ze střelby je podezřelý Trinity, proto je Debra jako oběť útoku z případu kvůli konfliktu zájmů odvolána. Debra zjistí, že Trinity nemohl být střelec, proto se k vyšetřování vrací. Mezitím LaGuertová obnoví poměr s Batistou a aby nepřišli o práci, tak se vezmou a Dextera požádají, aby jim šel za svědka. Když Dexter pátral v Lundyho poznámkách po Trinitym, přišel na to, že Lundy předpověděl, kdy a kde Trinity zabije svoji třetí oběť. Do té budovy se dostane a na bezpečnostních kamerách vidí Trinityho jak ubíjí palicí nějakého muže. Pronásleduje jej až k jeho domovu, kde s údivem zjistí, že Trinity je hlava spokojené rodiny. Dexter začne pod jménem Kyle Butler navštěvovat stejný kostel jako Arthur Mitchell (což je skutečné jméno Trinityho) a při pomoci v Arthurově charitativní organizaci „čtyři stěny, jedno srdce“ se s ním spřátelí. Při pátrání po důvodech Trinityho vraždění Dexter chce přijít na to, jakým způsobem se mu podařilo sladit rodinný život s jeho potřebou zabíjet, což by rád sladil i ve svém životě. Dexter zjistí, že se chystá další stavební projekt v Tampě, kde má pravděpodobně začít další trojitý cyklus. Dexter se rozhodne jet s Trinitym, aby zajistil, že k dalšímu vraždění nedojde. Cestou Arthur vezme Dextera do svého rodného domu, kde mu prozradí, že v deseti letech ze zvědavosti šmíroval starší sestru ve sprše. Ta se vylekala, uklouzla a o rozbité sklo si prořízla stehenní tepnu, čímž vykrvácela. Jeho matka poté spáchala sebevraždu a Arthur zůstal jen s otcem, který jej obviňoval z jejich smrti. Později jej ubil k smrti. Dexter si uvědomí, že Trinity má nutkání zabít lidi, kteří mu připomínají jeho vlastní rodinu a tím si vždy osvěží jejich smrt.
Během Dne díkůvzdání, který Dexter stráví u Arthura, zjistí, že Arthur týrá svoji rodinu dceru zamyká v jejím pokoji a fyzicky ubližuje synovi. V tom mu nakonec Dexter zabrání. Arthur poté navštíví reportérku Christinu Hill, která slídí kolem Miamské policie a která je jeho nevlastní dcera. Později Trinity, zatímco je sledován Dexterem, unese malého chlapce. Dexter poté začne pátrat v archívech a zjistí, že Trinityho cyklus vždy začíná únosem a vraždou desetiletého kluka, takže celý cyklus sestává ze čtyř obětí a ne ze tří, jak si agent Lundy původně myslel, protože neřešil únosy a zmizení, ale pouze vraždy. Chlapec vždy zmizí pět dní před vraždou mladé ženy v koupelně. Dexter najde místo, kde Trinity chlapce drží a přijede právě včas, aby jej zachránil, ale Arthur mu unikne. Debra zjistí, že Hillová je Trinityho dcera a zatkne ji. Nicméně ta je kvůli nedostatku důkazů propuštěna a tajně kontaktuje Arthura. Ten její pomoc odmítne a navíc jí zakáže další kontakt. Taky ji dá najevo, že jí pohrdá kvůli zabití Lundyho, i když ona to udělala aby pomohla svému otci. Hillová zjistila, že od svého otce – Arthura nemůže nic čekat a přizná se Debře. Očekává od ní pochopení a odpuštění, což jí Debra nedopřeje, tak se před ní zastřelí. Jedna z Harryho bývalých informátorek zavede Deb do domu Laury Moserové. Debra okamžitě pozná dům Briana Mosera – Vraha z Chlaďáku. Poté, co si zjistí Dexterův rodinný vztah k Brianovi a Lauře Dexterovi řekne, kdo byli jeho matka a bratr. Dexter se tváří překvapeně a poznamená, že se k němu asi Brian zkoušel dostat přes Deb. Dexter se rozhodne, že musí od Trinityho odvést pozornost policie, aby ho mohl sám zabít. Najde chlápka, na kterého nastraží důkazy že je Trinity a zabije jej. Arthur Dextera naláká do arkády, kde dříve sledoval své oběti, a potom pronásleduje Dextera na policejní stanici, kde zjistí Dexterovu skutečnou identitu. Brzy poté Dexter pronásleduje Trinityho, ale po cestě nabourá cizí auto. Poté, co chytí a omámí Trinityho ho řidič poškozeného vozu nalezne a zavolá na Dextera policii. Po následném konfliktu je Dexter zadržen policií kvůli opuštění místa nehody a za potyčku s poškozeným před policajty. Než je Dexter z vazby propuštěn, Trinity se osvobodí a uteče. Dexter jej nakonec vypátrá, zajme a zaveze do protileteckého krytu, kde předtím držel uneseného chlapce. Dexter tam Trinityho ubije kladivem. Předtím ještě Dexter zorganizoval rodinnou dovolenou, aby dostal Ritu a Harrisona z dosahu Trinityho a večer se měli potkat v Key West. Rita s Harrisonem ráno odjeli a Dexter slíbil, že za nimi odpoledne po práci přiletí. Když se po vypořádání se s Trinitym, vrátí domů, vyzvedne si hlasovou schránku, kde má vzkaz od Rity. Když ji volá zpět, slyší doma zvonění jejího telefonu a chvíli poté uslyší i Harrisonův pláč. Spěchá do koupelny kde nalezne Harrisona jak sedí v kaluži krve a ve vaně leží mrtvá Rita zavražděná stejným způsobem jako Trinityho oběti.

### 5. řada
V páté sérii jsou klíčovými postavami Dexterův protivník Jordan Chase a Dexterova společnice Lumen Pierceová.
Když policie dorazí do Dexterova domu, ten je viditelně v šoku. Quinnovi se nezdají okolnosti Ritiny smrti, protože vražda neodpovídala Trinityho stylu a také kvůli Dexterovu klidu při oznámení vraždy na policii. Zejména Astor nese Ritinu smrt těžce a viní z ní Dextera. Nehodlá se s ním usmířit a rozhodne se jít se svým bratrem Codym bydlet ke svým prarodičům do Orlanda. Miamská policie začne vyšetřovat useknutou hlavu ve Venezuelské čtvrti a najde několik obdobných případů. Podezřelému se začne přezdívat Santa Muerte zabiják. FBI, která není schopna najít Arthura Mitchella sleduje jedinou stopu kterou má – Kyle Butlera (Dexterovo krycí jméno když se přátelil s Trinitym). Quinn si na skici s Butlerovým obličejem všimne jeho podoby s Dexterem. Dexter vypátrá vraha zodpovědného za vraždu několika žen (Boyda Fowlera) a zabije jej v jeho bytě. Vraždu ale sleduje Fowlerova další oběť, Lumen Pierce, kterou držel v zajetí. Dexter se o Lumen stará, ale ta má za to, že ji chce prodat obchodníkům s bílým masem. Quinn vystopuje Mitchellovy i přesto, že jsou v programu na ochranu svědků. Na Jonaha (Trinitiho syna) si počká v malém obchodě a ukáže mu na fotce Dextera, jestli to je Kyle Butler, ale tajný agent FBI zasáhne, než Mitchell mohl odpovědět. La Guerta Quinna za neuposlechnutí rozkazu suspenduje a stále obhajuje Dextera. Quinn požádá bývalého (kompromitovaného) kolegu, aby Dextera sledoval. S Dexterovou pomocí Debra vypátrá Santa Muerte zabijáka, ale nechá ho uprchnout, aby neohrozila rukojmí.
Lumen Dexterovi řekne, že byla zneužívána několika muži, nejenom samotným Fowlerem, a chce po něm, aby jí pomohl se těm mužům pomstít, což Dexter odmítá. Poté, co Lumen pátrá po těchto mužích na vlastní pěst, zaměří se na nevinného člověka. Dexter ji vysvětlí jak důležité je přesvědčit se o něčí vinně a doprovodí ji na letiště a věří, že opustila Miami. Brzy však zjistí, že Lumen v Miami zůstala. Když střelí jednoho z násilníků, ze zoufalství zavolá Dexterovi, aby jí pomohl se zbavit těla. Dexter neochotně souhlasí a povede se jim dílo dokončit těsně před příjezdem policie. Lumen se Dexterovi svěří, že zabití prvního z násilníků jí přineslo pocit klidu. S pláčem však zjistí, že pocit klidu netrvá věčně a že bude muset vypátrat a zabít také ostatní násilníky, aby ten pocit znovu prožila. Dexter si uvědomí, že Lumen má také svého temného pasažéra a rozhodne se jí pomoci i proto, aby zmírnil výčitky z Ritiny smrti. Vedlejší zápletka se točí kolem vztahů LaGuertové a Angela, kteří se sice oženili, ale nyní mají ve vztahu problémy a Quinna s Debrou, kteří spolu začali chodit. Když se Angel zaplete do bitky v baru, LaGuertová mu před obviněním pomůže nastražením léčky na podezřelého policistu – Stana Liddyho. Tím, že byli oba „zrazeni“ LaGuertovou se Liddy s Quinnem sblíží a Quinn Liddymu platí, aby dál sledoval Dextera. Debra stále neví nic o tom, že Quinn Dextera podezřívá, že byl Kyle Butler. Dexter s Lumen pátrají po dalších mužích, co ji mučili, včetně Jordana Chase. Když se vztah Quinna s Debrou prohlubuje, pokouší se Quinn ukončit Liddyho pátrání, ale to už Liddy má nafoceného Dextera s Lumen jak z lodi vyhazují velké plastové pytle a má i video na kterém si procvičují zabíjení. Je tedy rozhodnut v pátrání pokračovat. Liddy zajme Dextera a zavolá Quinnovi, že potřebuje jeho pomoc, aby Dextera dostali do vězení. Během následující potyčky však Dexter Liddyho zabije a zničí jeho kompromitující materiály. Když k Liddyho dodávce dorazí Quinn, najde ji zamčenou a očividně prázdnou. Nevšimne si, že kapka Liddyho krve mu kápla na botu. Dexter se vrátí domů pro své náčiní, aby mohl zúčtovat s Jordanem. Je překvapen, když se setká s Astor a Codym, kteří chtějí oslavit Harrisonovy první narozeniny a strávit v Miami léto. Než se Dexter může konfrontovat s Jordanem, je povolán k vyšetření Liddyho vraždy, z které policie podezřívá Quinna. Quinn nejdříve s policií spolupracuje, nicméně později odmítne vypovídat. Později Dexter najde Jordana s Lumen, Jordana přemůže a nechá Lumen ho zabít. Po zabití Jordana je objeví Deb, naštěstí jsou však za plastovou stěnou, takže je nemůže poznat. Deb dojde, že jeden z vrahů musí být uprchlá oběť, tak se vzdálí, aby mohli nepoznáni uprchnout. Po zabití Jordana Lumen už necítí potřebu zabíjet, tak se rozhodne od Dextera odejít, což Dexter těžce nese. Na oslavě Harrisonových narozenin Quinn poděkuje Dexterovi, že zfalšoval testy krve z jeho boty, čímž z něho spadlo obvinění z Liddyho zabití. Quinn s Debrou, i Angel s LaGuertovou jsou opět spolu. Při sfouknutí svíčky na Harrisonově dortu si Dexter přeje skutečný vztah, aby z něho byl normální člověk, ale pochybuje, že se mu to povede.

### 6. řada
Dexterovým hlavním protivníkem v této sérii je tzv. Vrah soudného dne (Travis Marshall).
Dexterova první vražda v této sérii je dvojitá vražda dvou záchranářů, kteří zabíjeli kvůli orgánům jejich pacienty. Dexterův život se vrací k normálu. K výchově jeho syna se uchýlí sestra Angela Batisty – Jamie. Poté se Dexter vydá na setkání se spolužáky ze střední a snaží se získat vzorek DNA jednoho z jeho bývalch spolužáků, o kterém je přesvědčen, že zabil vlastní ženu. Mezitím se objeví střeva a poté i člověk se zašitým břichem (do tvaru řeckých písmen alfa a omega) beze střev, ze kterého po otevření vyleze 7 vodních hadů.
Maria LaGuertová je povýšena na kapitána a vyjde najevo, že už nejsou s Angelem manželé. Zůstali ale přáteli a Maria doporučí Angela jako nového poručíka na její bývalé místo. Debra a Quinn jsou spolu v restauraci. Quinn jí chce požádat o ruku, ale vtom napadne neznámý střelec s neprůstřelnou vestou restauraci. Střelec zastřelí dva zaměstnance restaurace a duchapřítomná Debra ho pak spoutá. Později vychází najevo, že zde střelec původně pracoval a pomstil se za to, že ho vyhodili.
Objevuje se nová postava, bratr Sam, bývalý zločinec, který o sobě tvrdí, že se změnil a že našel víru. Provozuje opravnu aut, ve které zaměstnává bývalé vězně. Dexter si je jistý, že Sam bude znovu vraždit. Místo toho ale o něm zjistí, že se opravdu změnil. Quinn nechá Debře v lednici zásnubní prsten, ale ona na to není připravená. Další šok zažije toho dne, když ji kapitán Matthews navrhne, že se stane novým poručíkem, na původní místo LaGuertové. Mezitím se nalezne oběť – žena, které byl zjevně před zabitím vytrhnut zub. To přivede Dextera k jeho další oběti – sériový vrah z doby, kdy Dexter studoval, přezdívaný Víla zubnička, protože bral svým obětem vždy zub.
Ulicemi Miami se proženou 4 koně, které jsou zpodobněním jezdců apokalypsy. Na hřbetch koňů sedí figuríny s přidělanými lidskými částmi těla, patřící jednomu muži – jak se později prokáže. Harrisonovi praskne slepé střevo a Dexter s ním musí do nemocnice. 
Na konci sedmého/devátého dílu série nazvaném Mrazivé zjištění objeví Dexter pod kostelem, ve kterém se Travis ukrývá zmraženého profesora Gellara. Diváci se zde dozví, že vše co kdy Gellar v Miami dělal byl jen výplod fantazie Travise a že za vším stojí právě on.
V posledním okamžiku série, když se Dexter chystá zabít v kostele spoutaného Travise se do kostela dostane Deb. Dexter Travise probodne a Debra to spatří.

### 7. řada
Klíčovou postavou této série je Hannah McKayová a Isaak Sirko.
V prvním díle se hned na začátku Dexter snaží odjet ze země, ale nefunguje mu ani jedna kreditní karta, poté si kupuje letenku. Vracíme se zpět do kostela, kde navazujeme na předchozí sérii. Debra se Dextera vyptává, proč to udělal on se jí to pokouší vysvětlit, jenže Debře nejde na rozum, proč je Travis ve fólii a chce volat policii. Společně ale nastraží vraždu Travise jako sebevraždu a místo činu podpálí. Policejní oddělení je posláno na místo činu Travise a Debra se pokouší dělat, že nic neví, dokonce hraje s Dextrem tak, aby skryl důkazy po fólii. Všichni uvěří tomu, že to byla sebevražda a případ Vraha soudného dne je považován za uzavřený. Těsně před tím, než všichni odejdou, najde LaGuertová Dexterovo rozbité sklíčko, které přidá mezi důkazy. Debra si představuje, co by jí Dexter mohl udělat, a také má vidiny z oné noci, dokonce je díl proložen i flashbacky z dětství, jak Debra přišla o prvního psa a jaký vliv na to měl Dexter.
Oddělení vyšetřuje vraždu jednoho z kolegů, Michaela Andersona, a oběti Kaji Sorokové, proto vyslýchají všechny z klubu Fox hole, kde Kaja pracovala. Dexter zjistí z jednoho z otisků, že vrahem je Viktor Baskov. Vracíme se zpět na letiště, kde je Dexter a potkává zde Viktora, kterého zabije. Mezitím Angel s Quinnem řeší Quinnovo údajné pití a také to, že ho Angel nechce dát přeložit.
Postupně Debra odhalí pravdu (dojde jí, že měl Dexter jiné oblečení, sadu nožů, rukavice), že je Dexter sériový vrah, nazývaný "Řezník ze zálivu".
Na začátku druhého dílu Dexter řekne Debře, že ho to naučil jejich otec, aby ovládal své touhy a potřeby, a sestavil mu kodex, kterého se Dexter do této doby držel. Dále také i to, proč to dělá, a že zabíjí jen lidi, kteří si to zaslouží, a důvodem toho všeho je trauma z matčiny smrti a tomuto nutkání říká "temný pasažér".
Dexter najde u sebe doma ruku z případu "vrah s chlaďákem", později mu Mazuka ve skladu důkazů objasňuje situaci, že byla prodána v aukci.
Oddělení pracuje na případu Kaji Sorokové a vrací se znovu do klubu a vyslýchají zaměstnance. Druhý případ se týká Wayna Rendell, který tvrdí, že chce spolupracovat s policií, aby se očistil. Tvrdí, že jim ukáže, kam zakopal své oběti, ale nakonec sám skočí před projíždějící auto a zabije se.
LaGuertová sama pracuje na tom, kdo nechal na místě činu sklíčko s krví, a drží to v tajnosti.
Debra chce mít Dextera pod kontrolou a ten se k ní musí nastěhovat. Debra trvá na tom, aby k ní byl upřímný a také vyžaduje, aby dělali všechno spolu a aby byl neustále na příjmu.
Dexter zjišťuje, že Louis, který je Mazukův asistent a chodí s Jamie, se mu podíval do počítače a zablokoval mu všechny kreditní karty. Proto se Dexter vydává k němu domů a najde videa, kde Louis říká, že si Dextera podá a také to, jak převzal kontrolu nad svou softwarovou firmou (původní vlastník Robert Henley byl souzen za dětskou pornografii). Dále odhaluje to, že Louis byl ten, kdo mu poslal tu ruku, a proto ho konfrontuje. Louis následně říká, že to udělal proto, že Dexter odsoudil jeho hru a nepomohl mu. Dexter ho chtěl zabít, ale nakonec to neudělá a volá Deb.
Quinn navazuje kontakt s Naďou, která po něm vyžaduje laskavost. Jeden z Ukrajinců a majitelů klubu zabíjí jednoho z vyhazovačů, který dal policii Viktorovo jméno, tak, že mu zabodne šroubovák do oka.
Debra Dextra neustále sleduje a ten se neúspěšně snaží ovládat své nutkání zabíjet, ale vybírá si svou novou oběť – Raye Spelcera. Později o tom říká i Deb, která nesouhlasí s tím, aby ho zabil, když nemá důkazy. Za Quinnem přichází Naďa požádat o další laskavost a sděluje mu, že Kaja měla náramek v tu noc, co byla zabita, ale je jen návnada od vedení klubu, zatímco si s Quinnem domlouvá rande, aby měli informace, co na ně má policie. Naďa Quinnovi prozradí, že je špeh a uzavírají spolu dohodu, že se budou navzájem informovat. Ukrajinci se snaží zjistit, co se stalo s náramkem, který vzal Viktor Kaje a dovede je k Dextrovo lodi, kde najdou Luise, který jim o Dexterovi řekne zatímco se snaží loď potopit, ale je jimi zabit.
Na oddělení přinese Rendellova matka věci patřící jeho obětem, a proto detektivové kontaktuji Hannu McKayovou, která byla Waynovo komplicem, ale bez úspěchu. Nový případ, který musí řešit, je vyhazovač, který byl zabit šroubovákem a pokračují ve vyšetřování smrti Kaji, dokonce mluví s majitelem klubu, který má na svědomí případ se šroubovákem. Dex pracuje na to, aby dostal Louise ze svého života a daří se mu to. Sleduje Spelcera a chce najít důkaz, aby přesvědčil Deb, že bude vraždit. Prohledá hrobku, kde najde náušnici jiné oběti, zatímco se Deb vydává ke Spelcerovu domu, kde se pokouší zabít další oběť. Deb zasahuje, ale Spelcer ji má v hrsti, jenže Dex ji na poslední chvíli zachrání, zatímco Spelcer uniká. Díky tomu Deb zjistí, jakému zlu by dokázal Dexter zabránit a řekne mu, ať jde bydlet zpět do svého bytu.
Detektivové stále vyšetřují vraždy Kaji a zavírají celý klub, zatímco se Ukrajinci baví o tom, jak kontaktovat Dextera co se týče vraždy Viktora. Spelcer je dopaden a Angel i Deb ho vyslýchají a on se přiznává k vraždě Melanie. Klan Koschků navštíví Alexe Dubroznyho, který má být podezřelý místo Viktora. Hannah McKayová přichází na stanici, aby policii pomohla najít další ukrytá těla. Alex se zastřelí, ale Angelovi na místě činu není jasné, proč by měl v domě vystavené fotky manželky a dětí, kdyby se tahal s Kajou. Spelcer se dostává na svobodu, jelikož policie nepostupovala správně při jeho zatčení, jenže Dexter ho sleduje, prohledává jeho karavan, ale je jím překvapen a přemožen. Probudí se ve starém skladu a Spelcer už je znovu převlečen za býka a honí Dextera se sekerou, který mu však uniká. Později ho Dexter zabije a spálí ve spalovně spolu se svými sklíčky. Přijíždí Deb a cítí úlevu, že je Spelcer mrtvý a pochybuje, zda je člověk nebo má taky vražedné sklony.
Dexter na své lodi nachází stopy krve, která patří Louisovi. Mazuka vyšiluje, že dostane vyhazov a řekne Deb, že LaGuertová nechala analyzovat sklíčko s Travisovou krví. Debra s ní o tom mluví a dohodnou se, že na případu "řezníka ze zálivu" budou dělat spolu a vyslýchají lidi ze seznamu. Isaak Sirko je u Dextera v bytě, který to však zjistí, vyláká ho pryč a později mu telefonuje. Oba o sobě ví hodně věcí, a proto jde Dex za Deb a řekne jí, že jde po něm a musí se ukrýt v motelu. Hannah spolupracuje s policií na objevení zakopaných těl, ale Dexter ví, že lže. Dexter navede Isaaka do klubu Kolumbijců, ale Isaak se z toho dostane a vyhlašuje Desterovi "válku".
6) Dexter se zajímá o Hannu a jak ji usvědčit z vraždy manžela a květinářky, po které podnik převzala, ale nakonec se s ní velmi sbližuje. Sal Price si přišel na stanici pro spisy, aby mohl aktualizovat verzi své knihy a Dexter zjišťuje, že píše i o Hanně a o smrti květinářky Beverly Greyové. Isaak se snaží dostat z vězení pomocí Quinna, který chce získat Naďu, a LaGuertová pomalu dává dohromady teorii, která spojuje otevřené případy. Dexter přichází na to, že Beverly byla otrávená. Sal zve Debru na drink, která nakonec přijímá a seznamuje ji s teorií, že Hannah vraždila už s Waynem a navíc v tom pokračuje. Quinn krade krevní vzorky Isaaka z důkazů a Dexter místo aby Hannah zabil, tak se s ní vyspí.
7) Dexter říká Hanně, že to budou brát jako nedorozumění a odveze ji domu, kde je vidí Sal. Deb se loučí se Salem s příslibem dalšího setkání. LaGuertová je s případem "řezníka ze zálivu" ve slepé uličce, ale ke konci dílu vidíme, že další na seznamu je Dexter. Oddělení zjistí, že krevní důkaz proti Sirkovi zmizel a ten je následně propuštěn na svobodu. Sal Price jde nadále po Hanně a domlouvá si s ní schůzku, aby zjistil více o Waynovi. Dex prohledává jeho byt a bere důkaz, který chce umístit na místo činu a potom se setkává s Isaakem. Price zemře v Dexterově domě a Hannah je předvolána na stanici jako podezřelá, že Price otrávila, jenže všechno popře. Hannah se Dexterovi přizná a tvrdí, že jsou pro sebe stvořeni. Deb volá Dexterovi, že ví, že Hannah zabila Price, a žádá ho, aby Hannah zabil.
8) Dexter odmítá Hannah zabít, přestože Debra ví, koho zabila. Issak plánuje zabít Dextra a začne po něm střílet v cukrářství. Angel si pronajímá vysněnou restauraci, kam později jdou všichni slavit. Debra vyslýchá Hannah a nevěří jí vůbec nic. Jeden z klanu Koshků vyhrožuje Quinnovi, že pokud jim nepomůže s obchodem s drogama, tak zveřejní nahrávku, která Quinna může usvědčit z nelegální činnosti. Dexter jde do Viktorova bytu, kde se setkává s jedním Kolumbijcem, který chce taky zabít Isaak, jenže Dex ho podřízne, což později vyšetřuje oddělení. LaGuertová má vodítko, které ji vede k Dexterovi díky jeho lodi. Astor, Cody a Harrison přijíždí do Miami a bydlí u Deb. Astor je občas ve stresu, tak si dává trávu, což se jí Debra a Dex snaží rozmluvit. Hannah se dozvídá, že má Dexter syna a říká, že ho chce poznat, i Codyho a Astor. Debra zjišťuje, že mí Dexter poměr s Hannah a přiznává mu, že do něj byla zamilovaná, proto za ním šla do kostela, kde zabil Travise. Dexter se setkává s Isaakem a ten se přiznává, že byli s Viktorem milenci.
9) Isaak ví, že po něm jdou lidé, které kdysi zaměstnával a žádá po Dexterovi, aby s ním spolupracoval a pomohl mu se jich zbavit. Dexter to musí přijmout, jelikož Isaak má Hannah. Policejní oddělení vyšetřuje vraždu dvou uhořelých obětí. George má potyčku s Quinnem kvůli Nadě, následně George postřelí Isaaka. Hannah v "sebeobraně" zabije Jurga, který ji taky vážně zraní, ale oba najde Debra a Hannah přežije. Dexter se spolu s Isaakem zbaví obou najatých vrahů, ale George Isaaka postřelí. Dexter se setkává s Hannah a vyznává jí své city.
10) Policie vyšetřuje další vraždu "ohnivého fantoma". Objevuje se Hannin otec, který tvrdí, že se napravil, ale chce po Hanně jenom peníze a rozbije jí skleník. Následně se přizná Dexterovi, že to on řekl Priceovi všechno o Hanně a že ví ještě něco, co může dostat Hannah do vězení, a proto ho Dexter zabije na své lodi. LaGuertová spolupracuje s bývalým kapitánem Mathewsem na případu řezníka ze zálivu a chce jít po Dexterovi, protože v té době přestěhoval svou loď. Navštěvuje člověka, který pronajal chatu v močálech Jimenézovi, člověku, který zabil Dexterovu matku. Mathews říká LaGuertové, že Brian alias "vrah s chlaďákem", byl Dexterův biologický bratr a podezření LaGuertové, že Dexter je řezník ze zálivu, se více potvrzuje. George chce Naďu poslat pryč, proto za ním jde Quinn a zabije ho. Naďa ho musí postřelit Georgovo zbraní, aby to vypadalo jako nucené zabití. Dexter přijde na to, že žhář je Joseph Jensen a už ho měl připraveného na stole, ale nemohl ho zabít, protože zrovna přijela Debra s Angelem, tak ho aspoň omámil a Jensen byl zatčen. Hannah a Dexter si navzájem vyznávají city.
11) Dexter má telefon, že Viktor Estrada, jeden z vrahů jeho matky, žádá o podmínečné propuštění a Dexter nemá námitek. Mathews mluví s Dexterem a říká mu, že LaGuertová si myslí, že on je "řezník ze zálivu" a že ví i o Jimenézovi. Dexter tvrdí, že viděl Douxe na jeho lodi, proto změnil přístav. Dexter všechno říká Debře a chce Mathewsovi a LaGuertové podstrčit důkazy, aby případ nechali být. Hannah mluví s Arlene Shramovou o tom, že musí držet spolu. Debra sleduje LaGuertovou a Quinn hledá Naďu, která se odstěhovala do Vegas. Mathews s LaGuertovou nachází klíče od skladu, kde jsou důkazy ve prospěch Douxe. Hannah se chce usmířit s Deb, ale ta odmítá a později má autonehodu, když chtěla jet vyslechnout Arlene. Jimenéz je propuštěn, Dexter ho chce zabít, ale přímo od něj se dozvídá, že jeho propuštění měla na starosti LaGuertová a Jimenez utíká. Debra je v nemocnici a Hannah tráví Vánoce s Dextrem, který ji podezřívá, že to ona dala Debře prášky, aby usnula za volantem. Později je Hannah zatčena za vraždu Sala Price, protože Dexterovo podezření se potvrdí.
12) Dexter navštěvuje Hannah ve vězení a ta mu vyčítá, že si nevybral ji, ale Debru a kontaktuje Arlene, aby jí pomohla. LaGuertová zatýká Dextera za vraždu Estrady a tlačí na něj, aby se přiznal, ale nemá na něj důkazy. Hannah dostane u soudního stání od Arlene prášek a díky jeho účinkům je v nemocnici. LaGuertová mluví s Debrou a ukazuje jí záběry z kamer, na kterých bere benzín těsně před zapálením kostela. Dexter najde v domě LaGuertové, že má povolení k přístupu GPS jeho a Debřina telefonu. Všichni slaví Nový rok v Angelově hospodě. Dexter najde Estradu pomocí jeho ženy a donutí ho, aby vylákal LaGuertovou do kontejneru, kde je svázaný, ale Dex ho zabíjí. Debra volá Dexterovi, kde je a žádá po dispečinku, kde se nachází auto LaGuertové. Ta mezitím dorazí do přístavu, kde najde mrtvého Estradu a Dexter ji uspí sedativy a chce, aby to vypadalo, že se s Estradou zastřelil navzájem. Mezitím Hannah utíká z nemocnice a dává orchidej před dveře Dexterova bytu. Do přístavu se vydá i Debra a je svědkem Dexterova plánu, jenže v tu chvíli se probouzí LaGuertová a ví, že je Dexter vrah a Debra jeho komplic. Debra si musí vybrat, jestli zastřelí LaGuertovou nebo Dextera a volí to, že Dexter bude žít, proto LaGuertovou zastřelí.

### 8. řada
Klíčovou postavou pro tuto sérii je doktorka Evelyn Vogelová.
Dexter zjišťuje že jeho otec ho vychoval spolu s psycholožkou Evelyn Vogelovou, která původně přišla s nápadem kodexu. Ve městě řádí tzv. Mozkový chirurg, který posílá Evelyn vždy úlomek mozku své oběti. Nakonec Dexter zjistí, že se jedná o jejího syna, kterého ve svých 14 letech poslala do psychiatrické léčebny, když utopil svého mladšího bratra. Daniel Vogel alias Oliver Saxon nakonec svoji matku podřízne a uteče.
V sérii se objeví Hannah z minulé série, nečekaně jako přítel a ne jako nepřítel. Ukáže se, že stále miluje Dextera a on ji. Policie po Hanně ale pátrá a proto se rozhodnou odjet spolu i s Harrisonem ze země. Jsou rozhodnuti odletět do Argentiny, ale policie plán překazí. V posledním díle Hannah s Harrisonem odjíždí napřed autobusem a poté vyčkávají na Dextera. Mezitím ale v Miami Dexter s Debrou chytí Olivera Saxona. Dexter Saxona přiváže na křeslo, ale než ho zabije, cítí, že nemá potřebu zabít. Zavolá tedy Debře, že mění plán a že Debra bude hvězdou, když ho předá. Dexter odejde ale náhodou se do pokoje dostane dřív než Debra šerif, který vyndá Saxonovi roubík. Ten začne dělat že panikaří a že ho přivedl nějaký muž a svázal. Šerif ho odpoutá a Saxon do něj bodne nůž. V tom přichází Debra, kterou Saxon postřelí. Deb po něm třikrát vystřelí, ale nezastaví ho. Debra volá pro posily a pro záchranku a poté je ve vážném stavu odvezena do nemocnice. Přestože ji hlídá policie, Saxon vyřízne muži v autě jazyk a poté, co muž dojde do nemocnice, kde způsobí rozruch, má šanci dostat se k Debře a zabít ji. Cestu mu však zkříži Dexter, který má momentálně pouze vidličku. Saxon má pistoli a míří s ní na Dextera, když vtom ho zachrání Batista. Saxon je spoután a odveden. Dexter poté u něj provádí zkoušku na střelný prach. Saxon ho 'napadne' propiskou a Dexter ho 'v sebeobraně' bodne propiskou do krku a Saxon zemře. Quinn a Batista to ze záznamů z kamer vidí jako 'jasnou sebeobranu', když vědí, že postřelil Debru. Debřin stav se zhorší – při operaci vnikne sraženina do jejího mozku a Debra nemá šanci na život s vědomím a cítěním. Dexter jí odpojí a odnese s sebou na svou loď. Na moři ji vyhodí. Dexter zavolá naposled Harrisonovi a poté hodí mobil do moře. Po bouři jsou nalezeny trosky jeho lodě. V outru je Dexter vozičem klád, daleko od lidí.

## Vysílání
| Řada | Díly | Premiéra v USA  | Premiéra v USA    | Premiéra v ČR      | Premiéra v ČR      |
| Řada | Díly | První díl       | Poslední díl      | První díl          | Poslední díl       |
| ---- | ---- | --------------- | ----------------- | ------------------ | ------------------ |
| 1    | 12   | 1. října 2006   | 17. prosince 2006 | 2. ledna 2011      | 20. března 2011    |
| 2    | 12   | 30. září 2007   | 16. prosince 2007 | 27. března 2011    | 12. června 2011    |
| 3    | 12   | 28. září 2008   | 14. prosince 2008 | 19. června 2011    | 4. září 2011       |
| 4    | 12   | 27. září 2009   | 13. prosince 2009 | 11. září 2011      | 27. listopadu 2011 |
| 5    | 12   | 26. září 2010   | 12. prosince 2010 | 4. prosince 2011   | 9. února 2012      |
| 6    | 12   | 2. října 2011   | 18. prosince 2011 | 7. října 2012      | 23. prosince 2012  |
| 7    | 12   | 30. září 2012   | 16. prosince 2012 | 10. listopadu 2013 | 26. ledna 2014     |
| 8    | 12   | 30. červen 2013 | 22. září 2013     | 12. října 2014     | 28. prosince 2014  |

## Přijetí

### Sledovanost
V USA si seriál Dexter od první do třetí série držel průměrnou sledovanost okolo jednoho milionu diváků, od čtvrté do sedmé poté dva miliony diváků. Českou premiéru vysílanou 2. ledna 2011 na televizní stanici Prima Cool sledovalo, v kategorii diváci od 15 let, celkem 203 000 diváků.

### Kritiky a ocenění
Webový agregátor profesionálních kritik Metacritic zaznamenal pro první sérii Dextera hodnocení 77 %, druhou sérii 85 %, třetí 78 %, čtvrtou 79 %, pátou 75 %, šestou 63 % a sedmou 81 % .
Do února 2012 byl seriál Dexter, či jeho protagonisté, nominováni na sto cen a získali třicet pět.
V roce 2006 byl hlavní představitel Michael C. Hall nominován na cenu Zlatý glóbus za nejlepšího herce v seriálu žánru drama. Tuto cenu však získal až při opětovné nominaci v roce 2010. Na tomtéž předávání získal Zlatý glóbus i John Lithgow za vedlejší roli postavy Arthura "Trinity" Mitchella, ten také získal cenu Emmy za výkon v epizodě "Road Kill" (v ČR jako "Vražda meziměsto"). Druhá série seriálu Dexter byla v roce 2007 nominována na cenu Emmy za nejlepší seriál v žánru drama, cenu však nezískala, avšak za výpravu získala dvě Emmy. Roku 2010 získal cenu Emmy režisér Steve Shill za epizodu "The Getaway" (v ČR jako "Už je po všem"). V roce 2008 seriál vyhrál cenu za nejlepší televizní seriál na Scream Awards.

## Knihy
Na knižní předloze Drasticky děsivý Dexter je založena první série seriálu, další knihy se již dějově liší.
- Drasticky děsivý Dexter (Darkly Dreaming Dexter, 2004)
- Drasticky dojemný Dexter (Dearly Devoted Dexter, 2005)
- Dexter v temnotách (Dexter in the Dark, 2007)
- Dexter v hlavní roli (Dexter by Design, 2009)
- Delikátní Dexter (Dexter is Delicious, 2010)
- Dvojí Dexter (Double Dexter, 2011)
- Dexterův poslední záběr (Dexter's Final Cut, 2012)
- Dexter je mrtvý (Dexter Is Dead, 2015)